# Bens
Bens est un ancien restaurant de sandwichs à la viande fumée de Montréal. Fondé en 1908 par Ben Kravitz et son épouse Fanny, un couple d'immigrants juifs originaires de Lituanie, le restaurant a fermé ses portes en 2006.
Selon le guide de voyage Fodor's, il s'agit d'une véritable institution à Montréal. Par ailleurs, d'après Bootsnall travel—The ultimate ressource for the independant traveller, il semble que la plupart des Montréalais reconnaissent l'endroit comme l'un des lieux typiques de la ville.

## Localisation
Le restaurant Bens, aussi fréquemment appelé Bens Deli (pour Delicatessen) est le premier restaurant de ce style à Montréal. Il était situé à l'origine dans le quartier du textile ; il se trouve, depuis les années 1950, au coin du boulevard De Maisonneuve ouest et de la rue Metcalfe. Depuis lors, le décor et les menus n'ont pas changé, ce qui donne aux visiteurs l'impression d'emprunter une machine à remonter le temps et de se retrouver au beau milieu d'un film des années 1950.

## Ambiance et menu

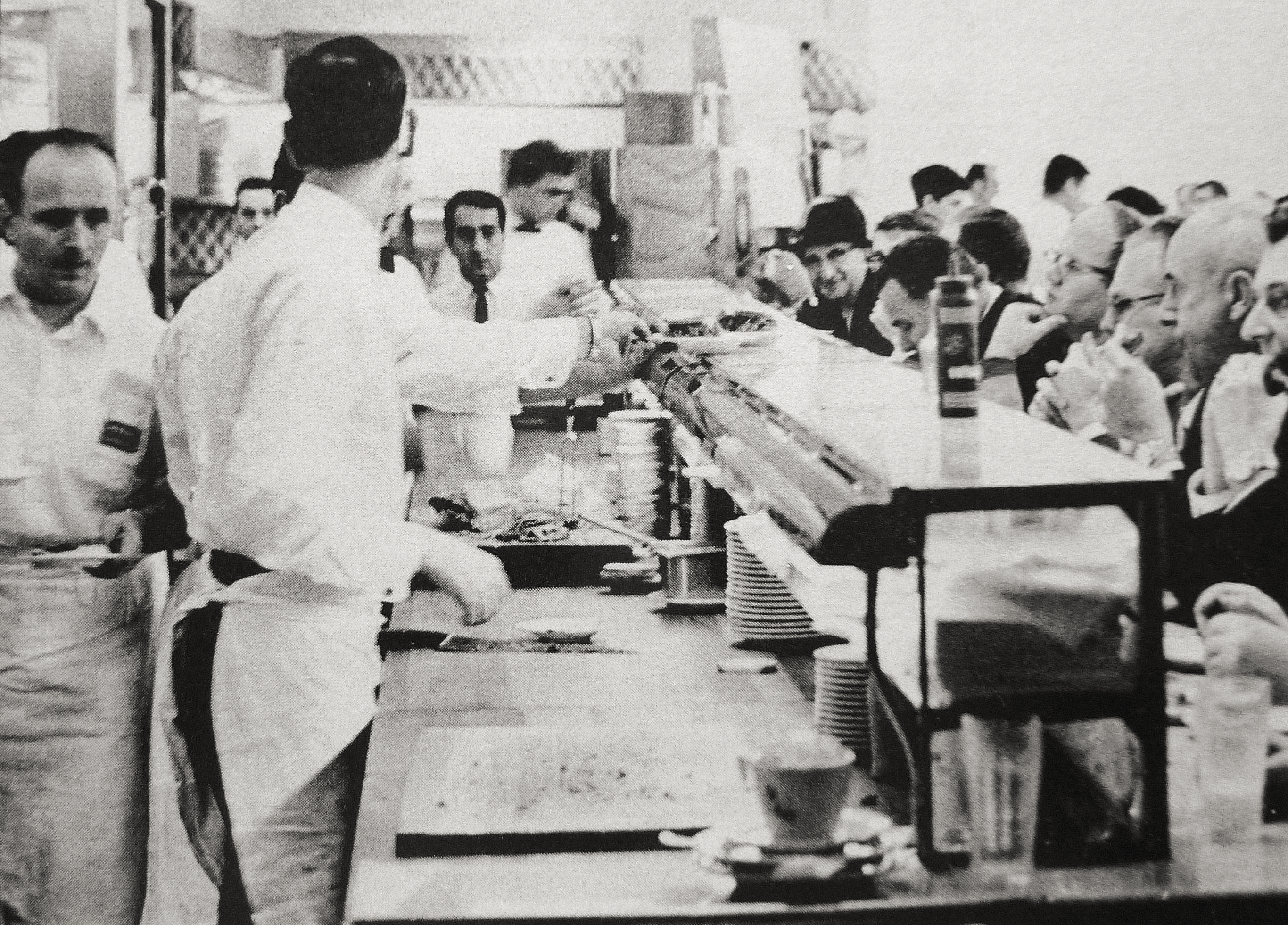
Comptoir bondé chez Bens, 1955

Côté décor, le mobilier est composé de tables et de chaises de style cafétéria rétro, et les murs tapissés de formica d'un jaune verdâtre arborent des publicités d'époque et des photographies de célébrités qui sont venues, au fil des époques, se restaurer des fameux sandwichs à la viande fumée de Ben. Cet endroit fut notamment, pendant un temps, l'un des repaires nocturnes préférés de Leonard Cohen. Le comptoir en formica est d'origine, tout comme les machines chromées qui se trouvent derrière (notamment la machine à chocolat chaud).
Côté gastronomie, on y trouve les grands classiques du genre populaire que sont les delicatessen en Amérique du Nord : outre les sandwichs à la viande fumée, des condiments kasher, des fritures, de la soupe à l'oignon, etc.
D'autres restaurants du même genre à Montréal, comme Schwartz's et Dunn's, ont contribué à la réputation de la ville pour le delicatessen.

## Conflit de travail et fermeture

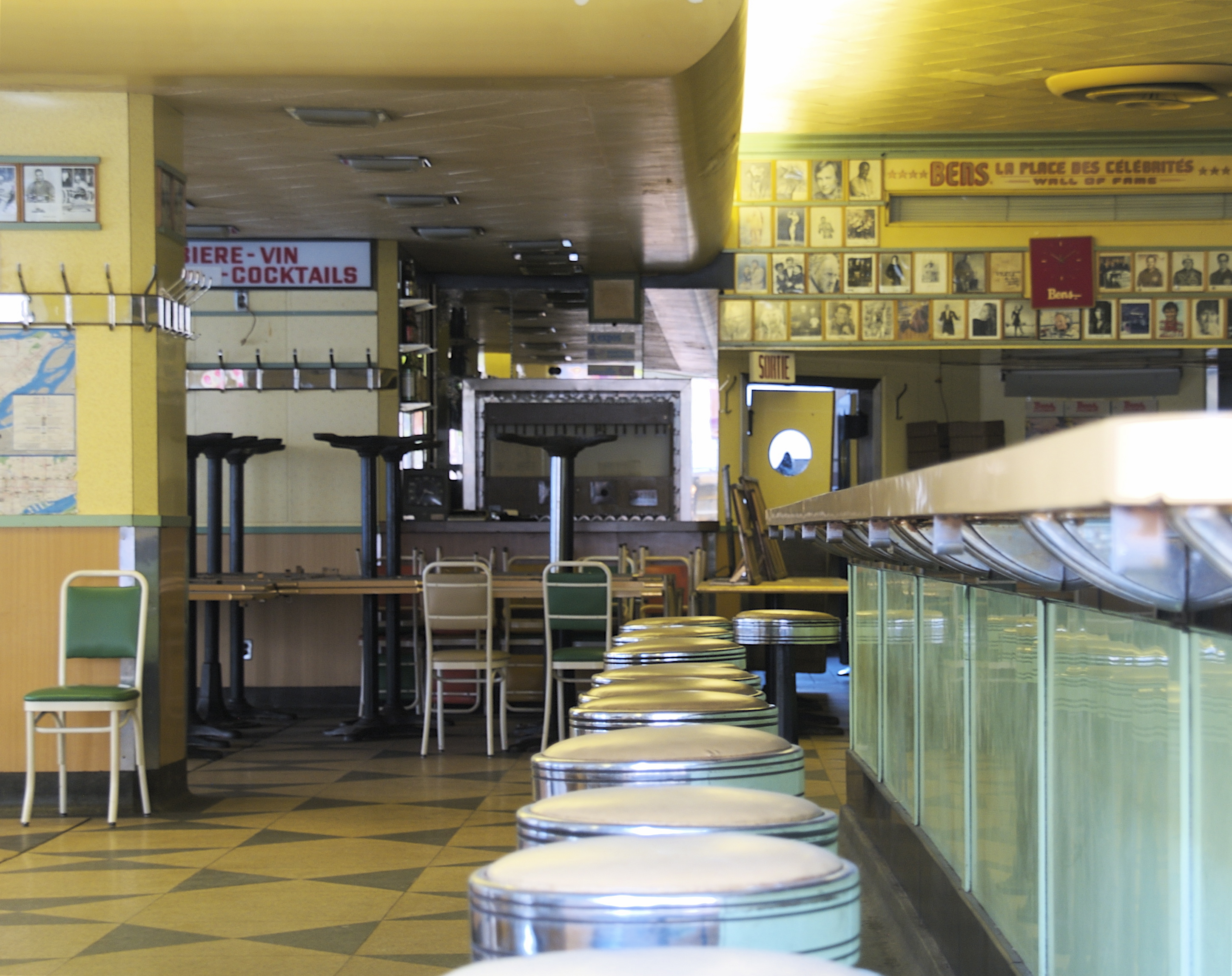
Tabourets vides, après fermeture

Pour la première fois en quatre-vingt-dix-huit ans d'existence, Ben's interrompt ses activités le 20 juillet 2006, alors que 22 salariés affiliés à la CSN déclenchent une grève. Les cuisiniers, serveurs et débarrasseurs, dont certains travaillent à la charcuterie depuis cinq décennies, réclament des patrons que le restaurant soit chauffé et climatisé convenablement. Selon les syndiqués, l'air conditionné n'a pas été réparé depuis 2005, et certains doivent porter des blousons pour travailler l'hiver. Ils réclament aussi une meilleure rémunération, qui tourne actuellement autour des 8 dollars de l'heure, ainsi qu'un plus grand nombre d'employés en fonction lors des périodes de pointe.
Après une grève de près de cinq mois, les propriétaires ont annoncé en décembre 2006 la fermeture du restaurant, invoquant le trop faible bénéfice dégagé depuis la syndicalisation,.  C'est donc une page d'histoire de Montréal qui se tourne.